# ブレンダン・ホワイト (野球)
ブレンダン・ジェームズ・ホワイト（Brendan James White、1998年11月18日 - ）は、アメリカ合衆国・ニューヨーク州ホワイトプレインズ出身のプロ野球選手（投手）。右投右打。MLBのデトロイト・タイガース所属。

## 経歴
2019年のMLBドラフト26巡目（全体772位）でデトロイト・タイガースから指名され、6月25日に契約を結びプロ入り。傘下のルーキー級ガルフ・コーストリーグ・タイガースで14試合に登板して1勝2敗、防御率3.77、29奪三振の成績を記録した。
2020年はマイナーリーグがCOVID-19の影響で試合が開催されなかったため、公式戦の出場は無かった。
2021年はA+級ウェストミシガン・ホワイトキャップスで開幕を迎え、26試合に登板して3勝9敗、防御率4.17、107奪三振の成績を記録した。
2022年はAA級エリー・シーウルブズで開幕を迎え、48試合に登板して6勝5敗9セーブ、防御率2.67、73奪三振の成績を記録した。オフの11月15日にルール・ファイブ・ドラフトでの流出を防ぐために40人枠入りした。
2023年はAAA級トレド・マッドヘンズで開幕を迎えた。5月3日にメジャーに昇格。ニューヨーク・メッツとのダブルヘッダーにブルペン入りしたが、試合には登板すること無くトレドへ降格となった。6月13日、再びメジャーに昇格。翌6月14日のアトランタ・ブレーブスとのダブルヘッダー第1戦で登板しメジャーデビューを果たした。メジャーでは33試合に登板し2勝3敗、防御率5.09、44奪三振の成績を記録した。

## 詳細情報

### 年度別投手成績
| 年 度    | 球 団    | 登 板 | 先 発 | 完 投 | 完 封 | 無 四 球 | 勝 利 | 敗 戦 | セ 丨 ブ | ホ 丨 ル ド | 勝 率 | 打 者 | 投 球 回 | 被 安 打 | 被 本 塁 打 | 与 四 球 | 敬 遠 | 与 死 球 | 奪 三 振 | 暴 投 | ボ 丨 ク | 失 点 | 自 責 点 | 防 御 率 | W H I P |
| -------- | -------- | ----- | ----- | ----- | ----- | -------- | ----- | ----- | -------- | ----------- | ----- | ----- | -------- | -------- | ----------- | -------- | ----- | -------- | -------- | ----- | -------- | ----- | -------- | -------- | ------- |
| 2023     | DET      | 33    | 2     | 0     | 0     | 0        | 2     | 3     | 0        | 1           | .400  | 177   | 40.2     | 40       | 4           | 15       | 0     | 5        | 44       | 1     | 0        | 25    | 23       | 5.09     | 1.35    |
| MLB：1年 | MLB：1年 | 33    | 2     | 0     | 0     | 0        | 2     | 3     | 0        | 1           | .400  | 177   | 40.2     | 40       | 4           | 15       | 0     | 5        | 44       | 1     | 0        | 25    | 23       | 5.09     | 1.35    |

- 2024年度シーズン終了時
- 各年度の太字はリーグ最高

### 年度別守備成績
| 年 度 | 球 団 | 投手（P） | 投手（P） | 投手（P） | 投手（P） | 投手（P） | 投手（P） |
| 年 度 | 球 団 | 試 合     | 刺 殺     | 補 殺     | 失 策     | 併 殺     | 守 備 率  |
| ----- | ----- | --------- | --------- | --------- | --------- | --------- | --------- |
| 2023  | DET   | 33        | 4         | 3         | 0         | 0         | 1.000     |
| MLB   | MLB   | 33        | 4         | 3         | 0         | 0         | 1.000     |

- 2024年度シーズン終了時

### 背番号
- 52（2023年 - ）